# Stephan Ludwig Roth
Stephan Ludwig Roth (n. 24 noiembrie 1796, Mediaș, Monarhia Habsburgică – d. 11 mai 1849, Cluj, Imperiul Austriac) a fost un gânditor umanist, istoric, profesor și pastor luteran sas din Transilvania, participant la Revoluția de la 1848.

## Biografie
Stephan Ludwig Roth s-a născut la Mediaș în familia pastorului orășenesc luteran Stephan Gottlieb Roth (1762-1847). 
A urmat studiile liceale la Sibiu și pe cele superioare, de teologie, la Tübingen. Suplimentar a urmat cursuri de fizică, chimie, matematică, psihologie și pedagogie. La 4 iulie 1820 a obținut titlul de doctor al Universității din Tübingen, susținând teza, revoluționară pentru vremea aceea, „Esența statului”.
Timp de doi ani, din 1818 până în 1820, fost colaborator al pedagogului Johann Heinrich Pestalozzi, la școala specială de la Yverdon, unde și-a însușit ideile maestrului, ale iluminismului, dar și moderna teză a „egalității limbilor și naționalităților”.
Întors în Transilvania, Stephan Ludwig Roth a intrat în învățământ, fiind numit profesor și director al Liceului Evanghelic din Mediaș, care în prezent îi poartă numele. În 1834 a fost înlăturat din învățământ pentru convingerile sale radical democratice, fiind obligat să devină predicator și pastor la Mediaș, apoi la Nemșa și Moșna. În această calitate a cunoscut în detaliu problemele țărănimii, a pauperizării acestei categorii sociale. Drept urmare, Roth a susținut în scrierile sale o mulțime de soluții pentru eficientizarea agriculturii, a economiei în general. Propunerile sale vizau, de exemplu, comasarea suprafețelor agricole mici, metode noi de prelucrare a pământului, cultivarea plantelor industriale, introducerea plugului de fier, înființarea de ferme-model, dar și construcția de drumuri sau căi ferate.
El a urmărit reformarea învățământului și înființarea mai multor școli sătești, a unei școli pedagogice spre a combate înapoierea și sărăcia, întrucât „conștiința omului se luminează prin educație și cultură”. La sugestia lui Roth, în programa de învățământ au fost introduse, de exemplu, ca materii distincte gimnastica și muzica.
În 1842 Dieta de la Cluj era preocupată să legifereze limba maghiară ca limbă oficială de stat în Transilvania, în locul celei latine. Revoltat, Roth a scris în celebra broșură „Războiul limbilor în Transilvania” (Der Sprachenkampf in Siebenbürgen), replicând Dietei: „Nu văd nevoia de a se impune o limbă oficială a țării. Nu este nici limba germană, nici cea maghiară, ci limba română” pe care „o înveți singur, pe stradă, în contact singur cu oamenii. Și chiar dacă nu ai dori să înveți limba aceasta, o înmiită trebuință impune cunoștința (cunoașterea) ei.(…) Folosirea limbii materne este un drept uman, care e dat copilului prin naștere. Iar cu pierderea limbii dispare națiunea însăși”.
În 1846 Roth a alcătuit Istoria Transilvaniei în 3 volume și a tradus în limba germană (traducere rămasă netipărită) și a prefațat lucrarea de istorie bisericească „Istorie pe scurt a credinței românilor” scrisă de Iosif Pop Silaghi (Sălăgianu) în 1845, mai târziu episcop unit al Orăzii (Oradei).
Stephan Ludwig Roth a participat la Adunarea Națională de la Blaj, din 3/15 mai 1848, unde a văzut deșteptată conștiința națională a românilor și hotărârea zecilor de mii de țărani da a sfărâma lanțurile iobăgiei și de a cere drepturi politice pentru elita românească. Puternicele sale impresii și o descriere a Marii Adunări au fost publicate în ziarul săsesc „Beiblatt zum Siebenbürger Boten” - „Foaie suplimentară la Vestitorul Transilvan” - din 16 iulie 1848. Articolul lui Stephan Roth, purta titlul semnificativ, „Die Volksversammlung der Romanen in Blasendorf” (Adunarea romanilor de la Blaj), nefolosind termenul uzual german pe atunci, "Walachen" pentru "români". Roth justifica expresia: „...un popor întreg are dreptul sa spună cum vrea să fie numit.” (transilvănenii revendicaseră printre altele la Blaj, să fie numiți români și nu doar, de multe ori injurios, "olahi".  
Când Dieta de la Cluj a votat, în 29 mai 1848, unirea Transilvaniei cu Ungaria, ignorând revendicările și voința românilor majoritari în Transilvania, lui Roth i se părea „periclitată însăși existența națională a sașilor”.
A doua Adunare populară de la Blaj, din 13/25 septembrie 1848 nu recunoștea „uniunea silită a Transilvaniei cu Ungaria” și revendica o Dietă și un guvern provizoriu, compus din deputați aleși proporțional cu numărul populației Transilvaniei.
La 30 septembrie 1848, Adunarea sașilor din Sibiu a adoptat rezoluția Blajului iar Comitetul Național Român a hotărât crearea a 15 legiuni care s-au opus corpurilor de armată conduse de nobilii maghiari.
În 21 octombrie 1848, Roth a fost numit în Comitetul de Pacificație și apoi comisar imperial plenipotențiar în 13 sate de pe Târnave, fiind pentru frăție, egalitate în drepturi, desființarea iobăgiei fără răscumpărare plătită de țărani, fără jafuri și spânzurători, iar împreună cu Ștefan Moldovan, protopop al Mediașului, a dispus încetarea obligațiilor feudale (deziobăgirea) în 13 sate din zona Târnavelor. Adunarea Națională Saxonă i-a încredințat conducerea comisiei de conciliere. Puchner l-a numit comisar imperial în jurul Mediașului. În această calitate, l-a condamnat la moarte pe prefectul Alexandru Bătrâneanu și pe tribuna Vasile Simonis, ambii pentru pregătirea pentru răscoala armată românească

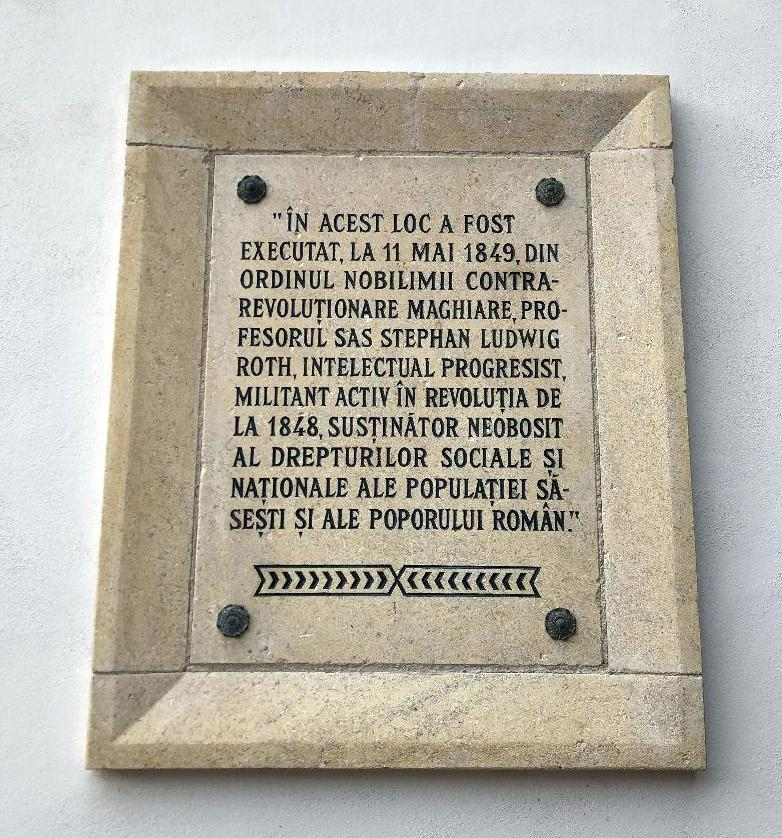
Placa memorială Stephan Ludwig Roth din Cluj

Dar o armată  revoluționară maghiară și secuiască, condusă de generalul polonez Józef Bem a ocupat mai toată Transilvania și Banatul, excepție făcând Carpații Apuseni, Țara Moților, apărată și controlată de Avram Iancu. Prietenul lui Roth, prototopopul Moldovan a fost nevoit, împreună cu mulți români și sași, să se refugieze peste munți, în Țara Românească sfătuindu-l pe Stephan Roth să facă același lucru. 
Într-o scrisoare adresată lui George Barițiu, din 20 martie 1848, Roth sublinia: „Pentru mine, diversele naționalități nu sunt decât fragmente ale unui tot mai mare, iar furia luptelor pentru limbă o socotesc drept o decădere din umanitatea maltratată și pe cale de a apune în haosul atâtor rătăciri”.
În ianuarie 1849 Roth se întoarce la Moșna după moartea soției (Ch.? Roth), având promisiune de amnistie de la generalul revoluționar Józef Bem. Însă Lajos Kossuth împreună cu comisarul său Ladislau Csányi, neținând cont de aceasta, îl arestează în 21 aprilie 1849, Roth fiind condamnat la moarte prin împușcare de către „tribunalul de sânge” al nobililor de la Cluj pentru „înaltă trădare” (Roth având cinci copii minori). Sentința a fost executată la trei ore după pronunțare. 
În scrisoarea adresată copiilor săi, în ziua execuției (11 mai 1849) menționa „Am avut cele mai bune gânduri pentru nația mea, fără să fi voit răul celorlalte națiuni”(din Transilvania). 
Adevăratul motiv al condamnării sale au fost ideile și activitatea sa, dar mai ales ideile din broșura în care pleda și susținea drepturile poporului român și diversitatea populației Transilvaniei.

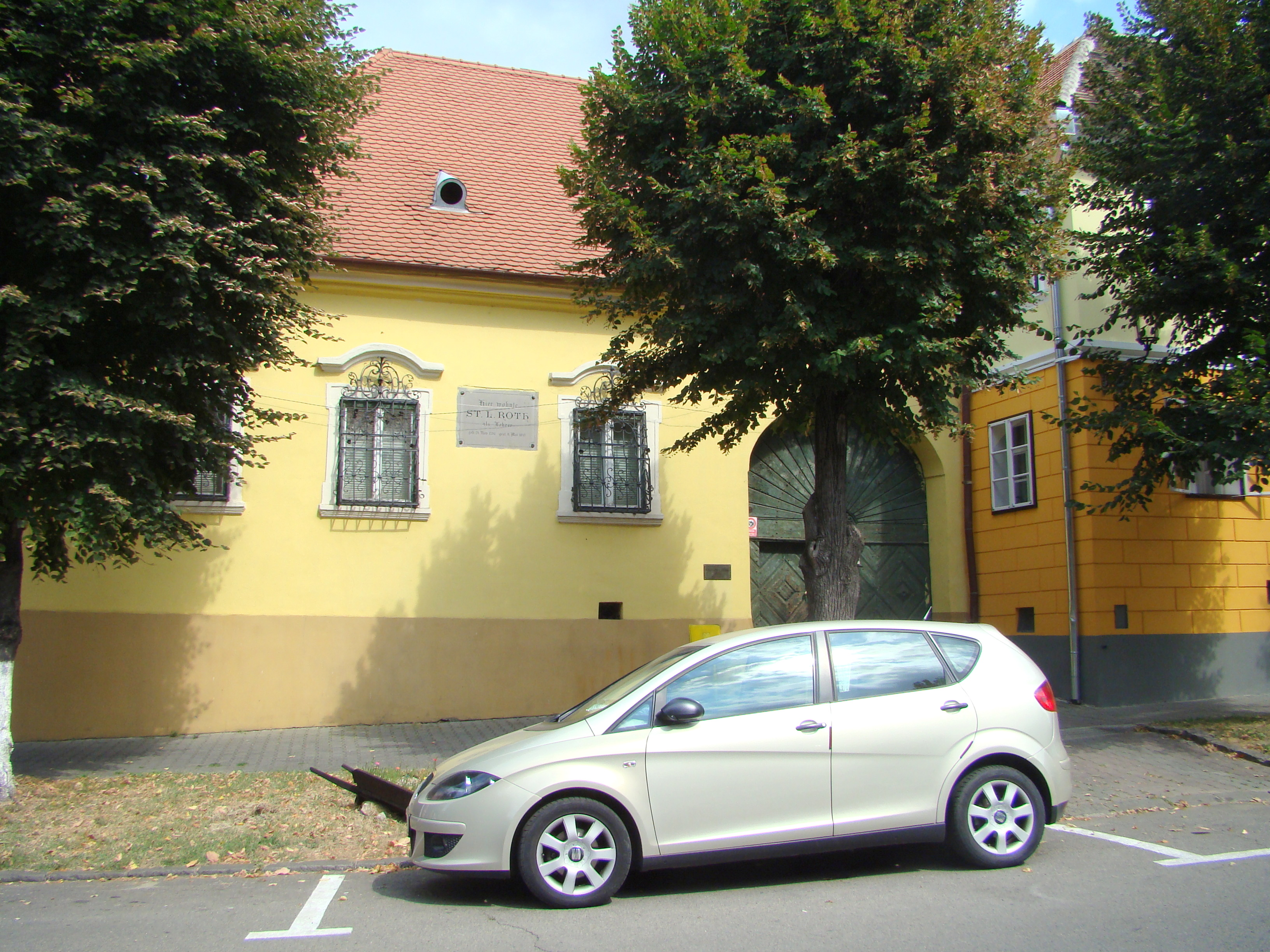
Casa memorială Stephan Ludwig Roth din Mediaș

„Procesul și execuția lui Roth au stârnit o indignare generală… Din multe puncte de vedere era înaintea timpului său” scria academicianul Camil Mureșanu. 

A fost înmormântat la Mediaș, unde i s-a ridicat un monument, unde există o casă memorială (pe strada Johannes Honterus 10, din Mediaș) și un bust în fața liceului ce-i poartă numele. 
Istoricul Otto Folberth i-a tipărit scrierile în șapte volume. 
O serie de personalități și-au exprimat impresii despre Stephan Ludwig Roth: 
- "Ceea ce constituie originalitatea acestui om capabil de a exprima într-un stil personal idei de un adânc adevăr, găsite în cetirea sa desigur, dar și în propria sa intuiție, e, într-o epocă de formule și formalism, desfacerea de lucruri din afară, căutarea sinceră a soluțiilor din jurul său însuși, prin observație și iubire". - Nicolae Iorga.
- "Stephan Ludwig Roth a fost unul dintre cei mai progresiști intelectuali ai Transilvaniei, influența sa exercitându-se deopotrivă atât în sectoarele cultural-economice, cât și în cele social-politice. Plecând de la realitatea etnică a Transilvaniei el a militat cu însuflețire pentru respectarea drepturilor tuturor naționalităților și pentru crearea unui climat favorabil progresului în toate domeniile". - Vasile Netea
- "Provenit din rândurile uneia din naționalitățile conlocuitoare - cea săsească - Stephan Ludwig Roth s-a ridicat deasupra oricărui spirit îngust și a reușit să aducă o însemnată contribuție la exprimarea năzuințelor de progres în Transilvania, sub semnul libertății și egalității în drepturi a tuturor nationalităților ..." -Camil Mureșan
- "Intelectualul înaintat sas Stephan Ludwig Roth a fost îndrumător al poporului său, un luptător hotărât pentru progres. Spirit clarvăzător, publicist de seamă, militant cu vederi înaintate în problema națională, Roth a fost neîndoielnic una din figurile cele mai luminoase ale intelectualității săsești ..." - Dan Berindei.